# Грязневич, Пётр Афанасьевич
Пётр Афана́сьевич Грязне́вич (19 сентября 1929, деревня Павловка, Сибирский край — 12 февраля 1997, Санкт-Петербург) — советский и российский востоковед (арабистика, иранистика, исламоведение). Кандидат филологических наук (1961).

## Образование
В 1947 году окончил Сургутскую среднюю школу с золотой медалью. 
В 1953 году окончил историко-филологический факультете Казанского университета.
В 1956 году окончил аспирантуру при Арабском кабинете Ленинградского отделения Института востоковедения АН СССР.
Кандидат филологических наук (1961, по монографии).

## Научное наследие
Принимал участие в коллективном проекте переиздания «Та’рих ар-русуль ва-ль-мулюк» («История пророков и царей») арабского историка ат-Табари.
Перевёл и издал отрывок по истории аббасидского движения из «Истории халифов» анонимного автора XI века, опубликовал в виде факсимиле весь текст этого сочинения, снабдив его кратким изложением содержания и указателями.
Издал «Мансурову хронику».
Подготовил для «Краткого каталога арабских рукописей ИВ АН СССР» раздел по рукописям Корана.
Инициатор и редактор 4-томной серии «Арабская историческая литература раннего средневековья (VII — начало XI в.)».
Внес статьёй «Развитие исторического сознания арабов (VI—VIII вв.)» большой вклад в разработку этой проблемы.
Перевел с английского языка книгу британского востоковеда К.-Э. Босворта «Мусульманские династии».
В 1983—1989 годах возглавлял созданную благодаря его усилиям Советско-Йеменскую комплексную экспедицию (затем её начальником стал М. Б. Пиотровский).
Науч. рук-ль канд. дисс. М. Б. Пиотровского.

### Научные труды
- Ал-Хамави М. Ат-Та’рих ал-Мансури (Мансурова хроника) / Издание текста, предисловие и указатели П. А. Грязневича. — М.: Изд-во восточной литературы, 1960.
- История халифов анонимного автора XI века : Факсимиле рукописи / Предисловие и краткое изложение содержания П. А. Грязневича. Указатели М. Б. Пиотровского и П. А. Грязневича. — М.: Главная редакция восточной литературы издательства «Наука», 1967.
- Босворт К.-Э. Мусульманские династии. Справочник по хронологии и генеалогии / Пер. с англ. П. А. Грязневича. — М.: Главная редакция восточной литературы издательства «Наука», 1971.
- В поисках затерянных городов : Йеменские репортажи. — М.: Главная редакция восточной литературы издательства «Наука», 1978.
- Проблемы изучения истории возникновения ислама // Ислам: Религия, общество, государство. Сб. ст. — М.: Главная редакция восточной литературы издательства «Наука», 1984. — С. 5—18.
- Коран в России (изучение, переводы и издания) // Ислам: Религия, общество, государство. Сб. ст. — М.: Главная редакция восточной литературы издательства «Наука», 1984. — С. 76—82.
- Аравия и арабы (к истории термина ал-‘араб) // Ислам: Религия, общество, государство. Сб. ст. — М.: Главная редакция восточной литературы издательства «Наука», 1984. — С. 122—131.
- Формирование арабской народности раннего средневековья (к постановке проблемы) // Ислам: Религия, общество, государство. Сб. ст. — М.: Главная редакция восточной литературы издательства «Наука», 1984. — С. 132—143.
- К вопросу о праве на верховную власть в мусульманской общине в раннем исламе // Ислам: Религия, общество, государство. Сб. ст. — М.: Главная редакция восточной литературы издательства «Наука», 1984. — С. 161—174.
- Ислам и государство (к истории государственно-политической идеологии раннего ислама) // Ислам: Религия, общество, государство. Сб. ст. — М.: Главная редакция восточной литературы издательства «Наука», 1984. — С. 189—203.
- Предисловие ко второму изданию // Коран. Перевод и комментарии И. Ю. Крачковского. — М., 1990. — С. 3—14, 15—26.
- Южная Аравия: Памятники древней истории и культуры. Вып. II. Ч. 1. Историко-археологические памятники древнего и средневекового Йемена. — СПб.: Центр «Петербургское Востоковедение», 1994.
- Südarabien im Fihrist von Ibn an-Nadīm // Ibn an-Nadīm und die mittelalterliche arabische Literatur. Beiträge zum 1. Johann Wilhelm Fück-Kolloquium (Halle, 1987). — Wiesbaden: Harrassowitz Verlag, 1996. — S. 7—20.